# Packera tomentosa
Woolly ragwort
Espèce
Packera tomentosa est une espèce de plante à fleurs de la famille des Asteraceae connue en anglais sous le nom de Woolly ragwort (séneçon laineux). Elle est originaire du Sud-Est des États-Unis, principalement de la plaine côtière, mais s'étend dans certaines régions à l'intérieur des terres. 
Son habitat préféré est les zones sablonneuses ouvertes et les affleurements granitiques. Elle est commune dans toute son aire de répartition.
Packera tomentosa est une plante vivace qui produit une tête[Quoi ?] de fleurs jaunes à la fin du printemps. Il a été démontré que ses graines ont des masses variables dans une seule tête de fleurs, peut-être une adaptation pour une meilleure dispersion dans les habitats perturbés.